# Масакр у Снагову
Масакр у Снагову односи се на масовно убиство 36 цивила Бошњака од стране Срба 29. априла 1992. године у селу Снагово у општини Зворник, Босна и Херцеговина. Масакр се догодио на самом почетку рата у Босни и Херцеговини.

## Позадина
Снагово је било међу најтеже погођеним селима на почетку рата у БиХ 1992. године. Између априла и јуна 1992, Срби су етнички очистили село од становника босанских Муслимана.

## Масакр
Дана 29. априла 1992., Срби су заробили групу од 36 цивила босанских Муслимана који су се скривали у шуми у Снагову и одвели их у школску зграду у Рашидовом Хану у оквиру Снагова. Укупно је убијено свих 36 цивила босанских Муслимана, укључујући дјецу и труднице. Лешеви су спаљени у покушају да се прикрије злочин. Дана 2. маја 1992. године, мјештани Снагова пронашли су спаљене остатке и закопали их у близини. Један од мјештана је рекао: „Дошли смо на ово мјесто и ископали гроб. Међутим, током сахране, наше комшије Срби су пуцале на нас. Касније смо их (жртве) сахранили у мраку.“

## Ексхумација и поновно сахрањивање
Посмртни остаци жртава ексхумирани су са првобитног места сахране 16. марта 2006. Дана 27. јула 2011. године, 21 жртва је правилно сахрањена у заједничкој гробници на локалном гробљу у Снагову, укључујући и најмлађу жртву, шестомјесечну Мелиху Догић која је убијена у рукама своје мајке. Убијени су и мајка и отац девојчице. Већина жртава није била идентификована јер су им тела јако изгорјела.

## Суђења
Српски мајор Зоран Јанковић ухапшен је 9. маја 2006. Суд Босне и Херцеговине потврдио је његову оптужницу 8. новембра 2006. године. Јанковић се изјаснио да није крив 24. новембра 2006. Суђење му је почело 26. марта 2007. Преживели су описали да су их Јанковић и други Срби одвели у Рашидов Хан и на њих пуцали. Сведоци су испричали да се Јанковић представљао као Бели орао и показао нож којим је тврдио да је убијао у масакру на Овчари у Хрватској. Јанковићу се судило за убиство 36 људи и рањавање још троје у Снагову, као и за присилно одвођење заробљених цивила у оближња села Шехер и Лике у мају 1992. Ослобођен је за злочине против човјечности 19. јуна 2007. године због недостатка доказа и пуштен је на слободу.

## Повезани догађаји
У Снагову је откривено седам масовних гробница у којима се налазе скелетни остаци 156 особа, жртава геноцида у Сребреници из јула 1995. године. 156 жртава пребачено је у седам "споредних гробница" у Снагову са првобитних гробница око Сребренице како би се сакрили трагови злочина. Између осталих масакра, у селу је 22. јула 1995. убијено још шест особа.